# Igreja Episcopal Reformada
A Igreja Episcopal Reformada (IER) (em inglês:  Reformed Episcopal Church) é uma Igreja anglicana de herança episcopal evangélica. Foi fundada em 1873 na cidade de Nova Iorque por George David Cummins, um ex-bispo da Igreja Episcopal Protestante.
A IER é membro fundador da Igreja Anglicana na América do Norte (IAAN), e suas quatro dioceses nos EUA são dioceses membros da IAAN. A IER e a IAAN não são membros da Comunhão Anglicana. A IER está em comunhão com a Igreja Livre da Inglaterra, a Igreja da Nigéria e a Província Anglicana da América.
Devido à morte de Royal U. Grote Jr., o então vice-presidente da Igreja Episcopal Reformada, Ray Sutton tornou-se o Bispo Presidente da IER. No 55º Conselho Geral da Igreja Episcopal Reformada em junho de 2017 em Dallas, Texas, EUA, Sutton foi eleito Bispo Presidente, e David L. Hicks, Bispo Ordinário da Diocese do Nordeste e Meio-Atlântico, foi eleito vice-presidente da Igreja Episcopal Reformada.
A partir de 2016, a IER relata 108 paróquias e missões nos Estados Unidos e três no Canadá, e também tem igrejas na Croácia, Cuba, Alemanha e Sérvia. Em 2009, a Igreja Episcopal Reformada relatou 13.600 membros.